# Letnica
Letnica (na albanskom jeziku: Letnicë, na ćirilici Летница) je mjesto na Kosovu koje pripada općini Vitini.

## Zemljopis
Letnica se nalazi na jugoistoku Kosova, u brdima Skopske Crne Gore. Od Prištine je udaljena oko 60 kilometara zračnom linijom, a od Skoplja oko 30. Administrativno pripada općini Vitini a od općinskog centra je udaljena 9 kilometara. Letnica je smještena na 755 metara nadmorske visine. S ostatkom svijeta Letnica je povezana jednom cestom koja vodi na sjeverozapad prema Vitini.

## Stanovništvo
Prema zadnjem popisu stanovništva Kosova, u mjesnoj zajednici Letnica je živjelo 4134 stanovnika, od kojih 3997 Hrvata Letnice. Još 334 Hrvata je živjelo u ostalim dijelovima općine Vitine, najvećim dijelom u selima Kabašu i Binaču, južno od samog mjesta Vitine.

## Religija
Crkva u Letnici jedna je od ljepših građevina na Kosovu i poznato mjesto hodočašća, svetište Majke Božje Letničke. Tu se nalazi ured mjesne zajednice. Ova crkva je ujedno i župna crkva župe Letnice.

## Galerija
- Unutrašnjost katoličke crkve u Letnici
- Stari mlin Froka Dokića u središtu Letnice